# Apollo Bay
Apollo Bay is een plaats in de Australische deelstaat Victoria, en telt 1777 inwoners (2006).